# Worobża (rejon miedwieński)
Worobża (ros. Воробжа) – chutor w zachodniej Rosji, w sielsowiecie wysokskim rejonu miedwieńskiego w obwodzie kurskim.

## Geografia
Miejscowość położona jest nad Worobżą (lewy dopływ Sejmu), 10 km od centrum administracyjnego sielsowietu (Wysokoje), 16 km na północny zachód od centrum administracyjnego rejonu (Miedwienka), 27 km na południowy zachód od Kurska, 8 km od drogi magistralnej (federalnego znaczenia) M2 «Krym».
W chutorze znajduje się 21 posesji.
Klimat
Miejscowość, jak i cały rejon, znajduje się w strefie klimatu kontynentalnego z łagodnym ciepłym latem i równomiernie rozłożonymi opadami rocznymi (Dfb w klasyfikacji klimatów Köppena).

## Demografia
W 2010 r. chutor nie był zamieszkany.